# 紅河谷 (歌曲)
《紅河谷》（英語：Red River Valley）為19世紀北美洲北部的民歌。

## 概要
歌曲原作者已不可考，而在迄今發現最早將此曲子寫成歌名《紅河谷》的歌詞手稿上，發現在頁面下方有註釋著「奈哈（Nemha）1879年、哈蘭（Harlan）1885年」（兩者為愛荷華州西方的城鎮），被認為是最接近此曲流傳的時間。加拿大民謠研究家Edith Fowke則從蒐集的一些軼聞裡得知，這首曲子在1896年前、就已在超過五個以上的加拿大省份裡流傳著，从这一发现可以推测出这首歌起源于马尼托巴省的红河流域。另外曾於1929年翻唱過此曲的歌手Jules Verne Allen則認為這首歌應在賓夕法尼亞州一帶流傳。
《紅河谷》曾被多次改寫，如1896年被James J. Kerrigan改寫為《在燦爛的莫霍克谷》（In the Bright Mohawk Valley）於紐約發行，或是在1925年被Carl T. Sprague翻唱成《牛仔情歌》（Cowboy Love Song），另外也有被取名為《燦爛的薛爾曼谷》（Bright Sherman Valley）、《燦爛的月桂谷》（Bright Laurel Valley）等等，而改編成中文歌詞流傳的版本則為《微風吹過原野》。

## 引用
- 收錄為美國導演約翰·福特1940年執導電影愤怒的葡萄插入曲。
- 作為1941年由Joseph Kane執導的同名美國電影《紅河谷》開頭歌。
- 日本吉卜力工作室於2011年上映的劇院動畫《來自紅花坂》將《紅河谷》選作為插入歌，同時該片導演宮崎吾朗將原文英語歌詞翻譯編寫成日文版。[4]
- 二次大戰時期的英國傘兵流行將《紅河谷》的歌詞改成「酒吧裡的各位舉起你的酒杯、向遨翔天空的男人敬一杯、替死去的同袍敬一杯、為明日赴死的弟兄敬一杯！」（So come stand by the bar with your glasses，Drink a toast of the men of the sky，Drink a toast to the men dead already，THREE CHEERS FOR THE NEXT MAN TO DIE！）來高唱。
- 香港典電視劇《大時代》及其續集《世紀之戰》多番作為插曲使用，由大時代的女主角周慧敏主唱，但歌詞和舊國語版相同。後來香港歌手林一峰再填上自創的新詞，但改名為紅河村，但在主音的空白部分配上童聲合唱的舊詞。
- 部分台灣移動麵包車會播放輕快改編版以招攬客戶。[5]

## 歌词
英语原版
華語版
人們說你就要離開村莊，我們將懷念你的微笑。
你的眼睛比太陽更明亮，照耀在我們的心上。
請走來坐在我們的身旁，不要離別得這樣匆忙，
想一想你走後我的痛苦，還有那熱愛你的朋友。
人們說你就要離開村莊，我們將懷念你的微笑。
你的眼睛比太陽更明亮，照耀在我們的心上。
請走來坐在我們的身旁，不要離別得這樣匆忙，
想一想你走後我的痛苦，還有那熱愛你的朋友。
想一想你走後我的痛苦，還有那熱愛你的朋友。
粵語版
離別緒擾心中痛苦心碎，難過悲怨令我滿眼淚。
因說你快別離故鄉他去，這事情亂我心，擾我緒。
紅河谷你家鄉別要放棄，念念你一度在此地遊戲。
應緊記不要忘你的知己，縱分離我仍然深愛你。
儿歌版
野牛群离草原无踪无影， 它知道有人要来临；
大地等人们来将它开垦， 用双手带给它新生命。
草原上将盖满金色麦穗， 大城市过不久就建起；
欢迎你各民族姐妹兄弟， 来到这最美丽的天地。

## 翻唱者
| Bill Haley & His Comets：1940年期間翻唱。 Billy Walker Boxcar Willie Cassandra Wilson Connie Francis：收錄於1961年專輯《Connie Francis Sings Folk Song Favorites》及在1963年發行的精選輯《Drownin' My Sorrows》。 Eddy Arnold Elton Britt Foster and Allen Glenn Yarbrough ：1964年翻唱。 Jimmie Rodgers Jo Stafford：1949年10月期間翻唱；另收錄於在1953年發行的專輯《Starring Jo Stafford》。 John Darnielle Johnnie Ray：1959年翻唱。 Johnny and the Hurricanes：將此曲另創作成搖滾樂版的《Red River Rock》。 Johnny Bond Josephine Cameron Kelly Harrell：1926年翻唱，曲名改為《Bright Sherman Valley》。 | Larry Groce Lynn Anderson Marty Robbins Michael Martin Murphey Mills Brothers Moe Bandy Roger Whittaker Roy Acuff Roy Rogers Riders in the Sky Riders of the Purple Sage Slim Whitman：收錄於1971年同名專輯《Red River Valley》中。 Suzy Bogguss. American Folk Songbook, 2011. The Andrews Sisters The McGuire Sisters：1959年翻唱。 The Sons of the Pioneers Woody Guthrie：1944年4月19日錄製翻唱。 Willie Nelson：將歌名改為《Can I Sleep In Your Arms》翻唱，收錄於1975年專輯《Red Headed Stranger》中。 皮特·西格 金·奧崔：1936年翻唱。 张玮玮，翻唱成中文的红河谷，歌词系翻译。 周慧敏 林一峰 區瑞強 |  |